# NHK河津見高浜テレビ中継局
NHK河津見高浜テレビ中継局（エヌエイチケイかわづみたかはまテレビちゅうけいきょく）は、静岡県賀茂郡河津町に置かれているテレビ中継局。

## 中継局概要

### デジタルテレビ放送
| リモコン 番号 | 放送局名     | チャンネル 番号 | 空中線 電力 | ERP   | 偏波面   | 放送対象地域 | 放送区域 内世帯数 | 運用開始日      |
| ------------- | ------------ | --------------- | ----------- | ----- | -------- | ------------ | ----------------- | --------------- |
| 1             | NHK 静岡総合 | 32              | 50mW        | 320mW | 水平偏波 | 静岡県       | 約320世帯         | 2010年 12月13日 |
| 2             | NHK 静岡教育 | 13              | 50mW        | 320mW | 水平偏波 | 全国         | 約320世帯         | 2010年 12月13日 |

- 所在地： 賀茂郡川河津町見高今井（片瀬山）[1][3][4]
- 放送区域： 河津町の一部[3][4]
- 2010年11月2日に予備免許が交付され[3]、11月11日に試験放送を開始。12月9日に本免許が交付され[4]、12月13日に本放送を開始した[1][2]。当初、NHKは河津局や東伊豆局によってカバーされる予定だったが[5]、受信状態改善のため河津見高浜局の設置が決定された[6][7]。

### アナログテレビ放送
| チャンネル 番号 | 放送局名     | 空中線 電力          | ERP               | 偏波面   | 放送対象地域 | 放送区域 内世帯数 | 運用開始日 |
| --------------- | ------------ | -------------------- | ----------------- | -------- | ------------ | ----------------- | ---------- |
| 46              | NHK 静岡総合 | 映像500mW/ 音声125mW | 映像2W/ 音声510mW | 水平偏波 | 静岡県       | -                 | -          |
| 49              | NHK 静岡教育 | 映像500mW/ 音声125mW | 映像2W/ 音声510mW | 水平偏波 | 全国         | -                 | -          |

- 所在地： デジタルテレビ放送に同じ
- 2011年7月24日をもってすべて廃止された。なお、民放局にはチャンネルが割り当てられていなかった。